# Thomas Schäuble
Thomas Schäuble, né le 23 juillet 1948 à Hornberg et mort le 3 janvier 2013 à Gaggenau, est un homme politique allemand membre de l'Union chrétienne-démocrate d'Allemagne (CDU).
Frère du chrétien-démocrate Wolfgang Schäuble, qui a poursuivi une carrière fédérale, il est élu député au Landtag du Bade-Wurtemberg en 1988, et entame trois ans plus tard une carrière ministérielle qui prendra fin en 2004. Il commence par être ministre régional des Transports, avant de passer au portefeuille de la Justice en 1992, lors de la formation d'une grande coalition. Lorsque celle-ci cède sa place à une coalition noire-jaune, en 1996, il devient ministre de l'Intérieur, et occupe ce poste jusqu'au remaniement ministériel de 2004, à la suite duquel il se retire de la vie politique.

## Éléments personnels

### Formation et carrière
Après avoir passé son Abitur à Hausach en 1967, il entreprend des études supérieures de droit à Fribourg-en-Brisgau, puis à Berlin. Il les achève par l'obtention de son doctorat, puis devient juge au tribunal administratif (de) de Fribourg-en-Brisgau.
En 2004, il devient membre du comité directeur de Badische Staatsbrauerei Rothaus, une brasserie deux fois centenaires de la Forêt-Noire.

### Vie privée
Il est le fils de Karl Schäuble, député au Landtag de Bade entre 1947 et 1952, et de Gertrud Göhring. Marié et père de deux enfants, il est le frère de Wolfgang Schäuble, personnalité politique fédérale de premier plan, plusieurs fois ministre fédéral, et membre de la CDU. Son épouse, Brigitte, est en outre première adjointe au maire de Gaggenau en 2007.
Il meurt, le 3 janvier 2013, d'un infarctus du myocarde, à l'âge de 64 ans.

## Activité politique

### Débuts
Il fait son entrée en politique en 1984, lorsqu'il est élu maire de la ville de Gaggenau. Quatre ans plus tard, il entre au Landtag du Bade-Wurtemberg, où il siège jusqu'en 2004.

### Parcours ministériel
Le 13 janvier 1991, à la suite du remplacement du Ministre-président chrétien-démocrate Lothar Späth par Erwin Teufel, Thomas Schäuble est nommé ministre régional des Transports du Bade-Wurtemberg, étant alors le premier titulaire de ce poste, auparavant rattaché au ministère de l'Économie. Aux élections du 5 avril 1992, la CDU perd la majorité absolue, qu'elle détenait depuis 1972 au Landtag. Teufel, qui ne peut former de coalition noire-jaune, celle-ci ratant la majorité à deux sièges, se voit contraint de constituer une grande coalition avec le SPD, dans laquelle Schäuble devient ministre de la Justice, le 11 juin suivant.
Lors du scrutin du 24 mars 1996, le bon résultat du Parti libéral-démocrate (FDP) permet à la CDU de mettre fin à la coalition avec les sociaux-démocrates et de former une coalition noire-jaune. Le portefeuille de la Justice revenant désormais au FDP, Thomas Schäuble change à nouveau de portefeuille, et se voit alors désigné ministre de l'Intérieur le 11 juin. Reconduit après les élections du 25 mars 2001, il quitte le gouvernement lors du remaniement ministériel du 14 juillet 2004, et met alors fin à sa carrière politique.